# Milan Gelnar (parazitolog)
Milan Gelnar (* 16. listopadu 1955 Olomouc) je český parazitolog a vysokoškolský pedagog, v letech 2003 až 2010 děkan Přírodovědecké fakulty Masarykovy univerzity (PřF MU).
V červnu 1980 absolvoval studium biologie na Přírodovědecké fakultě Masarykovy univerzity. V září 1981 získal v oboru také titul doktora přírodních věd. Později se stal rovněž kandidátem věd. V roce 2003 byl zvolen děkanem své alma mater, když ve funkci nahradil geometra Jana Slováka. Funkci rektora poté obhájil i v roce 2006, tentokrát již na čtyřleté funkční období. Ve funkci tak setrval do roku 2010, když se jeho nástupcem stal geolog Jaromír Leichmann. Gelnar působil také jako proděkan fakulty. Kromě Masarykovy univerzity působil také na Fakultě rybářství a ochrany vod Jihočeské univerzity v Českých Budějovicích. Specializuje se v oboru ichtyoparazitologie.
V březnu 2019 mu byla udělena Zlatá medaile MU a v listopadu 2019 se Gelnar stal profesorem, jmenován byl v prosinci 2020.